# Malik Sawadogo
Malik Sawadogo (* 12. Juli 2003 in Genf) ist ein Schweizer Fussballspieler.

## Karriere

### Verein
Sawadogo begann seine Laufbahn in der Jugend des CS Interstar Genf, bevor er im Sommer 2011 zum Stadtrivalen Servette FC wechselte. Im Juni 2021 spielte er erstmals für die zweite Mannschaft in der fünftklassigen 2. Liga interregional. Dies blieb sein einziger Saisoneinsatz für die Reserve. Zur Spielzeit 2021/22 rückte er in das Profikader der Grenats. Nach weiteren Partien für die Reserve und drei Einsätzen für die Profis im Schweizer Cup gab er am 4. Dezember 2021 beim 2:1-Sieg gegen den BSC Young Boys sein Debüt in der erstklassigen Super League, als er in der 56. Minute für Yoan Severin eingewechselt wurde.
Für die Hinrunde der Saison 2023/24 wechselte er per Leihe zu Stade Nyonnais in die Challenge League. Im Januar 2024 wurde die Leihe bis Sommer 2024 verlängert.

### Nationalmannschaft
Sawadogo debütierte im September 2021 gegen Deutschland für die Schweizer U-19-Auswahl.